# 朱濟煥
寧化懿簡王朱濟煥（1387年6月29日—1450年），晉恭王朱棡之庶五子，明太祖朱元璋第二十五孫。母樊氏。洪武二十年六月壬辰生。永樂二年封寧化王，封地在太原府。宣德十年三月丙申，明英宗以山西太原县古城田六十余顷赐宁化王济焕。在土木堡之變中，明英宗被瓦剌俘虜，朱濟煥希望带儿子六人参军驱逐瓦剌，但被明代宗婉拒。景泰元年薨，享年六十四，諡懿簡。兩年後，庶長子朱美壤以鎮國將軍承襲寧化王。

## 家庭

### 妻室
- 王妃孫氏，鎮西衛指揮孫整的侄女，永樂二年十二月冊為寧化王妃
- 繼妃王氏，兵馬副指揮王玢的女兒，宣德三年冊封。景泰元年（1450年）二月逝世[3]
- 夫人焦氏，生朱美壤
- 安氏，天順二年（1458年）逝世，生朱美坊[4]
- 張氏，生朱美㙐[5]

### 子孫
- 庶長子：鎮國將軍→寧化僖順王朱美壤，宣德四年（1429年）五月賜名[6]
- 第二子：鎮國將軍朱美𡍨，宣德四年（1429年）五月賜名[6]，妻張氏，是陽曲縣人張鶴的女兒，宣德五年（1430年）封夫人[7]，景泰元年（1450年）張氏去世[8]
  - 第一子：輔國將軍朱鍾鑮，正統十一年（1446年）六月賜名[9]，七月封輔國將軍，賜誥命[10]，妻張氏，弘治十七年（1504年）兩人均已下葬[11]
    - 第三子：奉國將軍朱奇𤁥，成化八年（1472年）正月賜名[12]，弘治十七年（1504年），其父母墓被盜，山西巡按監察御史調查後發現，朱奇𤁥先後口供不一，又誤稱其所派遣下人姓名，實為主使。明孝宗沒有追究他的責任[11]。正德二年（1507年）因詐騙、擅自鞭笞儀賓、軍人等罪，被革去冠服，令戴頭巾習禮[13]。正德四年（1509年），又與其子朱表𣟳、朱表楶召集流氓，明搶錢財，暗用假鈔。明孝宗派大理寺丞蔡中孚調查，以其怙惡不悛，下詔革其祿米三分之二[14]。正德十三年（1518年），綁架平民，索要銀器以為贖金。又假造借條，誣告儀賓王龍欠錢。山西巡撫將情況上報，革去祿米三分之一[15]
      - 子：鎮國中尉朱表𣟳，弘治四年（1491年）賜誥命冠服[16]，正德五年（1510年）因與其父作惡多端而被革去三分之二祿米[14]
        - 嫡長子：輔國中尉朱知爓，弘治十八年（1505年）二月賜名[17]，嘉靖十年（1531年），崔廷槐笞死生員，朱知爓因私怨將情況告訴給事中董進第，一併調查後，崔廷槐被貶為雜職[18]

      - 第三子：鎮國中尉朱表楶，弘治十二年（1499年）正月賜名[19]，正德五年（1510年）因與其父作惡多端而被革去三分之二祿米[14]
      - 嫡四子：朱表棿，弘治十四年（1501年）正月賜名[20]
      - 嫡五子：鎮國中尉朱表榴，弘治十六年（1503年）七月賜名[21]，正德十三年（1518）年，因屢出鬪狠被革去三分之一祿米[15]
      - 嫡六子：朱表樍，弘治十六年（1503年）七月賜名[21]
      - 嫡七子：朱表㭕，弘治十八年（1505年）二月賜名[17]

  - 第二子：輔國將軍朱鍾鐖，景泰四年（1453年）三月賜名[22]，景泰五年（1454年）賜誥命冠服[23]，妻侯氏，景泰七年（1456年）封夫人[24]
    - 第三子：朱奇灄，成化八年（1472年）正月賜名[12]
    - 第四子：奉國將軍朱奇涀（1467年8月30日—1519年10月27日），號一清[25]，成化八年（1472年）正月賜名[12]
      - 嫡子：朱表採，早夭未封，生母元配樊氏[25]
      - 嫡長子：鎮國中尉朱表柜，弘治十七年（1504年）二月賜名[26]，生母繼配張氏[25]
      - 第二子：朱表樝[25]
      - 第三子：朱表㮕[25]
      - 第一女：武義鄉君，配儀賓牛鵡[25]

    - 庶七子：奉國將軍朱奇淑，弘治五年（1492年）六月賜名[27]，弘治十二年（1499年）賜誥命冠服[28]
- 第三子：鎮國將軍朱美垎，宣德四年（1429年）五月賜名[6]，妻陳氏，是太原左衛千戶陳寧的妹妹，正統五年（1440年）封夫人[29]
  - 第一子：輔國將軍朱鍾鎎，天順八年（1464年）四月賜名[30]
    - 庶三子：奉國將軍→庶人朱奇漫，成化二十三年（1487年）十一月賜名[31]，弘治二年（1489年）賜誥命冠服[32]，嘉靖三年（1524年）因奪人幼女強佔樂婦降為庶人[33]
    - 庶四子：朱奇𣺬，弘治十七年（1504年）二月賜名[26]

  - 第二子：輔國將軍朱鍾⿰金䘖[34]，一作「朱鍾銜」[35]，天順八年（1464年）四月賜名[30]，正德十四年（1519年）因哄擡糧食價格，收受奉國將軍朱奇瀸的贓物，革去四分之一祿米[36]
    - 庶長子：奉國將軍→庶人朱奇涿，弘治五年（1492年）十月賜名[37]，嘉靖三年（1524年）因亂倫傷化，殺害儀賓趙昌祐，革為庶人[38]

  - 第三子：輔國將軍朱鍾鏔，天順八年（1464年）四月賜名[30]
    - 第二子：奉國將軍朱奇汫，成化二十三年（1487年）十一月賜名[31]，弘治三年（1490年）十月賜誥命冠服[39]
    - 第三子：朱奇𤁐，成化二十三年（1487年）十一月賜名[31]
    - 嫡四子：奉國將軍→庶人朱奇灠，弘治六年（1493年）四月賜名[40]，嘉靖三年（1524年）因奪人幼女強佔樂婦降為庶人[33]
    - 庶五子：朱奇潬，弘治六年（1493年）四月賜名[40]
    - 庶六子：朱奇涉，弘治六年（1493年）四月賜名[40]

  - 子：輔國將軍朱鍾銛[35]
    - 第二子：奉國將軍朱奇涸，成化二十三年（1487年）十一月賜名[31]，弘治二年（1489年）賜誥命冠服[32]
    - 嫡三子：奉國將軍朱奇濼，弘治十年（1497年）八月賜名[41]
      - 嫡長子：朱表枘，弘治十四年（1501年）七月賜名[42]
      - 嫡次子：朱表榤，弘治十四年（1501年）七月賜名[42]

  - 子：輔國將軍朱鍾鏜[35]
    - 嫡長子：朱奇㴐，成化二十三年（1487年）十一月賜名[31]
    - 庶次子：朱奇泔，弘治五年（1492年）五月賜名[43]

  - 女：樂陽郡君，儀賓劉江[44]
- 第四子：鎮國將軍朱美坊（？—1462年11月30日），宣德四年（1429年）五月賜名[6]，天順六年（1462年）去世[45]，妻侯氏，是太原左衛千戶侯祥的妹妹，正統五年（1440年）封夫人[29]
- 第五子：鎮國將軍朱美埇，宣德四年（1429年）五月賜名[6]，成化元年（1465年）已故[46]，妻汪氏，正統二年（1437年）封夫人[47]
  - 庶長子：輔國將軍朱鍾鉌，成化八年（1472年）正月賜名[12]
    - 嫡長子：奉國將軍朱奇泭，弘治二年（1489年）五月賜名[48]，弘治十一年（1498年）五月賜誥命冠服[49]
    - 庶次子：奉國將軍朱奇澠，弘治九年（1496年）十二月賜名[50]，弘治十四年（1501年）六月賜誥命冠服[51]
    - 嫡三子：朱奇潧，弘治九年（1496年）十二月賜名[50]
    - 嫡四子：朱奇泛，弘治九年（1496年）十二月賜名[50]
    - 嫡六子：朱奇淕，弘治十八年（1505年）二月賜名[17]
- 第六子：鎮國將軍朱美㙐，正統八年（1443年）二月冊封[52]，天順四年（1460年）二月已故，妻何氏[5]
  - 第一子：朱某[5]
  - 第一女：朱某[5]
- 孫：輔國將軍朱鍾鉺[12]，妻周氏，景泰七年（1456年）封夫人[53]
  - 第一子：奉國將軍朱奇洲，成化八年（1472年）正月賜名[12]
    - 嫡長子：朱表檄，弘治二年（1489年）五月賜名[48]
    - 嫡次子：鎮國中尉朱表檞，弘治七年（1494年）五月賜名[54]，嘉靖二十年（1541年）因貪縱不法革去一年祿米[55]
      - 子：輔國中尉朱知㷾，嘉靖十六年（1537年）因毆打長史，革祿米三分之二[56]，嘉靖二十年（1541年）因貪縱不法革去一年祿米[55]
      - 子：輔國中尉朱知𤊶，嘉靖二十年（1541年）因貪縱不法革去一年祿米[55]

  - 第二子：奉國將軍朱奇澌，成化八年（1472年）正月賜名[12]
    - 嫡子：朱表櫓，弘治二年（1489年）五月賜名[48]

### 女
- 第一女：浮山縣主，儀賓章種，是太原前衛指揮章庸的弟弟，宣德五年（1430年）成婚[57]，祿米為折色一百石，成化十一年（1475年）四月改為本色一年[58]
- 第二女：曲沃縣主，儀賓周旭，是太原右衛千戶周倫的兒子，宣德五年（1430年）成婚[57]